# Georg Joachimsthal
Georg Joachimsthal (Stargard, 8 maggio 1863 – Berlino, 28 febbraio 1914) è stato un medico e chirurgo tedesco.

## Biografia
Nel 1887 conseguì il dottorato in medicina presso l'Università di Berlino, con una tesi sulla scoliosi intitolata Zur Pathologie und Therapie der Skoliose, successivamente rimase a Berlino come assistente di Julius Wolff (1836-1902). Ricevette la sua abilitazione nel 1898, e due anni dopo fondò una clinica privata. Nel 1908 diventò professore associato e direttore del policlinico dell'università ortopedica di Berlino.
A Berlino, Joachimsthal effettuò importanti studi sperimentali che coinvolgono gli effetti fisiologici nella chirurgia ortopedica. Fu uno dei membri fondatori della Deutschen Orthopädischen Gesellschaft, e nel 1910 fondò l'Orthopedic Society a Berlino.
Nel 1905 pubblicò un libro sulla chirurgia ortopedica chiamato Handbuch der Orthopädischen Chirurgie. Nel 1907 divenne redattore della Zeitschrift für Orthopädische Chirurgie.